# Кастелвекио ди Рока Барбена
Кастелвекио ди Рока Барбена (итал. Castelvecchio di Rocca Barbena) је насеље у Италији у округу Савона, региону Лигурија.
Према процени из 2011. у насељу је живело 114 становника. Насеље се налази на надморској висини од 407 м.

## Становништво
| 1936. | 1951. | 1961. | 1971. | 1981. | 1991. | 2001. | 2011. |
| ----- | ----- | ----- | ----- | ----- | ----- | ----- | ----- |
| 517   | 469   | 364   | 313   | 246   | 216   | 194   | 172   |